# Bundesautobahn 54
Die Bundesautobahn 54 (Abkürzung: BAB 54) – Kurzform: Autobahn 54 (Abkürzung: A 54) – war die Projektbezeichnung einer in den 1970er Jahren geplanten, jedoch später aufgegebenen Autobahnplanung. Ursprünglich sollte die Bundesautobahn 54 von der niederländischen Grenze bei Brunssum über Puffendorf, Bergheim, Langenfeld, Solingen, Remscheid, Radevormwald, Halver, Lüdenscheid nach Werdohl verlaufen. Bis auf zwei kurze Teilstücke wurde die A 54 allerdings nie fertiggestellt. Dazu zählt zum einen der Abschnitt zwischen dem Kreuz Monheim am Rhein und dem Kreuz Langenfeld (Rheinland), der heute die Bezeichnung A 542 trägt. Zum anderen wurde in Solingen ein 6,8 Kilometer langes, vierstreifiges Teilstück als Schnellstraße (Landesstraße 141n / Viehbachtalstraße) zwischen Schlagbaum und der Ohligser Heide realisiert; dieser Abschnitt besitzt keinen direkten Anschluss an das übrige Fernstraßennetz. Dort, wo das Kreuz der A 54 mit der A 57 vorgesehen war, befindet sich heute die Anschlussstelle Köln-Worringen. Aufgrund der beim damaligen Bau erbrachten Vorleistungen sind die Abfahrtsrampen aus heutiger Sicht außergewöhnlich lang und kurvenreich.

## Planungsgeschichte
Im Bedarfsplan des Gesetzes über den Ausbau der Bundesfernstraßen in den Jahren 1971 bis 1985 vom 30. Juni 1971 war zwar noch keine Planung einer Bundesautobahn enthalten, jedoch der autobahnähnliche vierstreifige Neu- und Ausbau der B 55 und der B 229 enthalten. Dieses Vorhaben gliederte sich in folgende Abschnitte:
| Kurzbezeichnung | Abschnitt | Dringlichkeitsstufe |
| --------------- | --- | ------------------- |
| B 55            | Staatsgrenze D/NL bei Kerkrade/Herzogenrath – südlich Alsdorf (Kreuz mit der B 57n) | I                   |
| B 55            | Kreuz mit der B 57n südlich Alsdorf – Alsdorf-Hoengen (Dreieck mit der heutigen A 44) | III                 |
| B 55            | Dreieck mit der heutigen A 44 bei Aldenhoven – südlich Jülich – Kreuz mit der B 56n – Elsdorf (Kreuz mit der B 1111/heutige A 61)                                                                          | III                 |
| B 229z          | Elsdorf (Kreuz mit der B 1111/heutige A 61) – Bergheim (Kreuz mit der Autobahn 220/spätere A 55) – Stommeln (Kreuz mit der B 59) – Köln-Worringen (Kreuz mit der heutigen A 57)                            | III                 |
| B 229z          | Köln-Worringen (Kreuz mit der heutigen A 57) – Monheim am Rhein (Kreuz mit der heutigen A 59) | II                  |
| B 229z          | Monheim am Rhein (Kreuz mit der heutigen A 59) – Langenfeld im Rheinland (Kreuz mit der heutigen A 3) | I                   |
| B 229z          | Langenfeld im Rheinland (Kreuz mit der heutigen A 3) – südlich Solingen – Burg an der Wupper – südlich Remscheid – Wermelskirchen (Kreuz mit der heutigen A 1)                                             | III                 |
| A 160           | Wermelskirchen (Kreuz mit der heutigen A 1 und Kreuz mit der Autobahn 113, später A 31) – nördlich Hückeswagen – südlich Radevormwald (Kreuz mit der Autobahn 150 Gevelsberg – Radevormwald – Gummersbach) | I                   |
| B 229           | südlich Radevormwald (Kreuz mit der Autobahn 150) – Halver – südlich Lüdenscheid (Kreuz mit der heutigen A 45) – nördlich Werdohl (Dreieck mit der B 236)                                                  | II)                 |

Noch vor der Neustrukturierung und neuen Nummerierung des Netzes der Bundesautobahnen, die mit Wirkung ab 1. Januar 1975 eingeführt wurde, erfolgte die Zusammenfassung dieser Bundesstraßenplanungen zu einem einheitlichen Projekt unter der internen Bezeichnung „Autobahn 208“. Dieses Projekt wurde ab Mitte 1974 unter der Bezeichnung „Bundesautobahn 54“
fortgeführt. Zugleich erfolgten Änderungen im Streckenverlauf
- zwischen der deutsch-niederländischen Grenze, Jülich und Bergheim
- zwischen Langenfeld (Rheinland), Solingen, Remscheid und Radevormwald
- zwischen Lüdenscheid und Werdohl.

Hieraus ergab sich die Verbindung Brunssum (Staatsgrenze D/NL) – Übach-Palenberg – nördlich Baesweiler (Kreuz mit der A 51) – südlich Linnich (Kreuz mit der A 56) – nördlich Jülich (Kreuz mit A 44) – nördlich Bergheim (Kreuz mit A 61) – Stommeln (Kreuz mit A 55) – Köln-Worringen (Kreuz mit A 57) – Monheim am Rhein (Kreuz mit A 59) – Langenfeld im Rheinland (Kreuz mit A 3) – nördlich Solingen – nördlich Remscheid (Kreuz mit A 31) – Remscheid-Lennep (Kreuz mit A 1) – südlich Radevormwald (Kreuz mit A 43) – nördlich Lüdenscheid (Kreuz mit A 45) – südlich Werdohl (Dreieck mit B 236).
Auch nach dem Gesetz zur Änderung des Gesetzes über den Ausbau der Bundesfernstraßen in den Jahren 1971 bis 1985 vom 5. August 1976 war die A 54 zwischen Brunssum und Werdohl vorgesehen. Allerdings änderte sich die Dringlichkeitsstufe für das gesamte Projekt. Es wurde nur noch als „möglicher weiterer Bedarf“ geführt. Nur die bereits als laufendes Vorhaben geführte Strecke zwischen Monheim am Rhein und Langenfeld (Rheinland) blieb hiervon unberührt. Mit dem zweiten Gesetz zur Änderung des Gesetzes über den Ausbau der Bundesfernstraßen in den Jahren 1971 bis 1985 vom 25. August 1980 blieb die Strecke Monheim am Rhein – Langenfeld (Rheinland) als laufendes Vorhaben sowie der Abschnitt Stommeln (Dreieck mit A 540 bzw. B 59) – Monheim am Rhein in Dringlichkeitsstufe II als A 54 enthalten. Alle anderen Abschnitte wurden aus der Autobahnplanung herausgenommen. Dennoch erfolgte bei einigen Teilstrecken die Einstellung als Bundesstraßenneubauvorhaben. Es handelte sich um folgende Planungen:
| Kurzbezeichnung | Abschnitt                                         | Ausbau                   | Dringlichkeitsstufe   |
| --------------- | ------------------------------------------------- | ------------------------ | --------------------- |
| B 55n           | nördlich Jülich (B 1) – nördlich Bergheim (B 477) | zweistreifiger Neubau in | Dringlichkeitsstufe I |
| B 55n           | nördlich Bergheim (B 477) – Stommeln (A 540/B 59) | zweistreifiger Neubau    | II                    |
| B 229           | Brügge – nördlich Lüdenscheid – Werdohl           | zweistreifiger Neubau    | II                    |

Mit dem dritten Gesetz zur Änderung des Fernstraßenausbaugesetzes vom 21. April 1986 verschwand die A 54 aus dem Bedarfsplan vollständig. An ihre Stelle trat die Planung einer Bundesautobahn 542 zwischen Stommeln und Monheim am Rhein (weiterer Bedarf) sowie folgende Maßnahmen:
| Kurzbezeichnung | Abschnitt                                         | Ausbau                   | Dringlichkeitsstufe   |
| --------------- | ------------------------------------------------- | ------------------------ | --------------------- |
| B 55n           | nördlich Jülich (B 1) – nördlich Bergheim (B 477) | zweistreifiger Neubau in | Dringlichkeitsstufe I |
| B 55n           | nördlich Bergheim (B 477) – Stommeln (A 540/B 59) | zweistreifiger Neubau    | II                    |
| B 229           | Brügge – nördlich Lüdenscheid – Werdohl           | zweistreifiger Neubau    | II                    |

Die A 54 war auch nach dem Vierten Gesetzes zur Änderung des Fernstraßenausbaugesetzes vom 15. November 1993 im Bedarfsplan nicht enthalten. Vorgesehen waren lediglich noch folgende Projekte:
| Kurzbezeichnung | Abschnitt                                                           | Ausbau                | Dringlichkeitsstufe   |
| --------------- | ------------------------------------------------------------------- | --------------------- | --------------------- |
| A 542           | Stommeln – Monheim am Rhein                                         |                       | weiterer Bedarf       |
| B 229           | Kreuz Langenfeld (Rheinland) – Anschluss an die B 229 nach Solingen | zweistreifiger Neubau | vordringlicher Bedarf |

Der Bundesverkehrswegeplan 2003 brachte keine Neuaufnahme der A 54. Die umstrittene östliche Weiterführung der A 542 am Langenfelder Kreuz war zunächst noch als L 405 / B 229n geplant, jedoch von der rot-grünen Landesregierung Nordrhein-Westfalens unter Hannelore Kraft im Jahre 2010 aufgegeben. Allerdings haben sich die IHK Wuppertal-Solingen-Remscheid sowie die Bürgermeister der Städte Langenfeld (Rheinland) und Solingen 2014 für eine Anmeldung zum neuen Bundesverkehrswegeplan eingesetzt. Eine Weiterführung der Autobahn A 54/Landesstraße 141n nach Osten über Remscheid, Radevormwald und Halver nach Lüdenscheid ist derzeit nicht mehr geplant.

## Fertiggestellte Abschnitte
Auf der ursprünglich als Bundesautobahn 54 vorgesehenen Trasse wurden folgende Vorhaben dem Verkehr übergeben:
| Jahr | Abschnitt                                          | km      | Fahrbahnen | Bemerkung           |
| ---- | -------------------------------------------------- | ------- | ---------- | ------------------- |
| 1979 | AS Solingen-An der Gemarke – AS Solingen-Zentrum   | 4,2 km  | 4          | als L 141n gewidmet |
| 1981 | AS Solingen-Zentrum – AS Solingen-Frankfurter Damm | 1,6 km  | 4          | als L 141n gewidmet |
| 1981 | Kreuz Monheim-Süd – AS Langenfeld-Immigrath        | 4,4 km  | 4          | als A 542 gewidmet  |
| 1983 | Ortsumgehung (OU) Bergheim, 1. Bauabschnitt        | 3,1 km  | 2          | als B 477 gewidmet  |
| 1984 | Ortsumgehung (OU) Bergheim, 2. Bauabschnitt        | 1,0 km  | 2          | als B 477 gewidmet  |
| 1985 | Ortsumgehung (OU) Bergheim, 3. Bauabschnitt        | 2,5 km  | 2          | als B 477 gewidmet  |
| 1986 | AS Langenfeld-Immigrath – AK Langenfeld            | 0,9 km  | 4          | als A 542 gewidmet  |
| 1987 | Jülich – Bergheim, 1. Bauabschnitt                 | 4,2 km  | 2          | als B 55 gewidmet   |
| 1988 | Jülich – Bergheim, 2. Bauabschnitt                 | 12,3 km | 2          | als B 55 gewidmet   |